# رودريك رويال
رودريك ف. رويال (بالإنجليزية: Roderick V. Royal)‏ (من مواليد 1965) عضو مجلس مدينة برمنغهام السابق الذي شغل منصب رئيس مجلس مدينة برمنغهام.
خدم رويال لمدة شهرين (نوفمبر 2009 - يناير 2010) عمدة مدينة برمنغهام في ولاية ألاباما في فترة غياب العمدة السابق لاري لانغفورد الذي تم عزله بعد إدانته جنائيا في قضية فساد فيدرالية. تولى رويال منصب العمدة من كارول سميثرمان عندما تم تنصيبه رئيسا للمجلس من قبل مجلس المدينة الذي كان مقررا في 24 نوفمبر 2009. انتهت فترة ولايته عندما تولى العمدة الحالي وليام بيل مهام منصبه في 26 يناير 2010.
ولد رويال وترعرع في برمنغهام وانتخب في وقت مبكر من حياته رئيسا لمجلس الطلاب في مدرسة كاري أ. توغل الابتدائية. استمر في شغل نفس المنصب في مدرسة أ. ه. باركر الثانوية. ثم حصل على درجة البكالوريوس في العلوم السياسية من جامعة توسكيجي ودرجة الماجستير في الإدارة العامة من جامعة وبستر في سانت لويس في ولاية ميزوري. أكمل بعد ذلك برنامجا لإنفاذ القانون في جامعة ألاباما.
خلال تنفيذ أول برنامج مشاركة مجتمعي في برمنغهام خدم رويال كعضو شاب في جمعية حي مرتفعات النافورة. انتخب بعد ذلك سكرتير جمعية جوار شرق توماس حيث خدم فترتين.
عمل رويال كمنسق على مستوى الولاية لفيلق العمل وكمدرب في كلية مايلز كضابط شرطة وكضابط في جيش الولايات المتحدة خلال عملية عاصفة الصحراء. عمل في وقت لاحق كمساعد مجلس المدينة وخدم في العديد من المجالس الخيرية.
تم انتخاب رويال لأول مرة في مجلس مدينة برمنغهام في عام 2001 وأعيد انتخابه في عامي 2005 و2009. من بين المبادرات التي طورها هو تأمين صناديق السندات لتوسيع خدمة الصرف الصحي للمجتمعات المحرومة وبرنامج لتوفير حانات الإفطار للمدرسة الابتدائية والطلاب وحملة لرعاية الأسنان في المدارس التي ترعاها الحكومة العامة.
لدى رويال وزوجته ثلاثة أطفال.